# Hydroxykyseliny

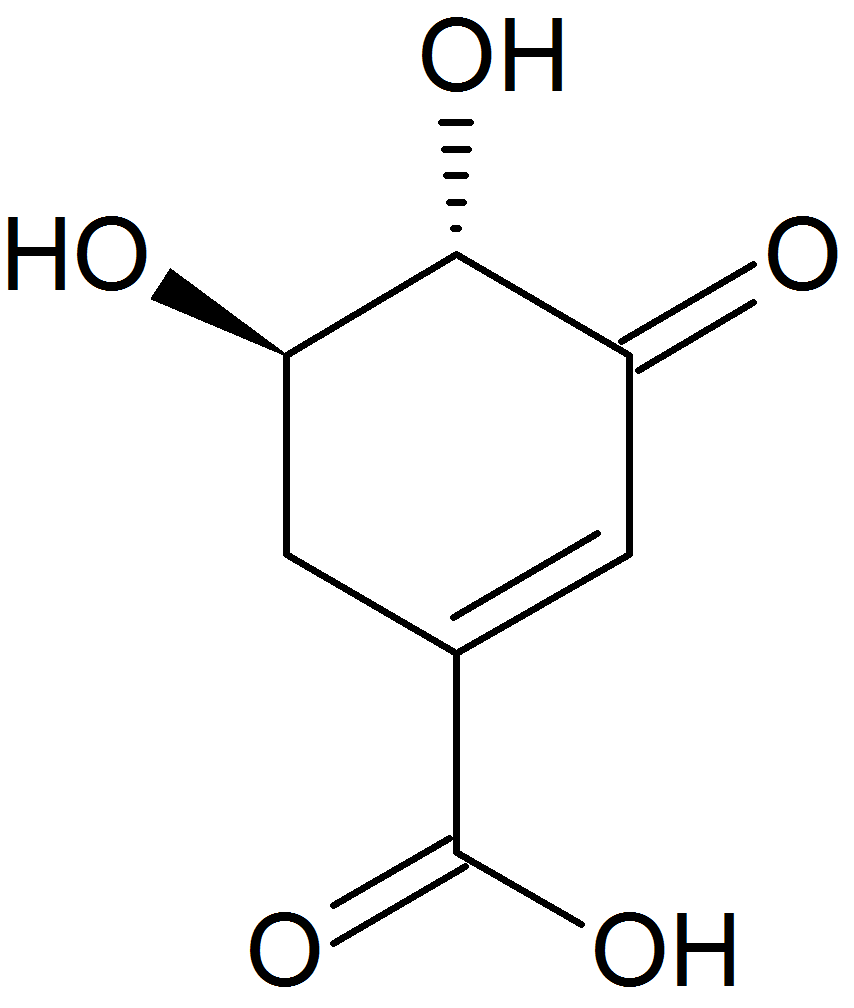
3-dehydrošikimová kyselina

Hydroxykyseliny jsou karboxylové kyseliny, které mají v řetězci mimo funkční skupinu nahrazen atom vodíku hydroxylovou skupinou. Patří proto mezi substituční deriváty.

## Příprava
- Biochemickými procesy – kvašením – vzniká např. kyselina mléčná, vinná a citronová.
- Oxidace diolů nebo hydroxyaldehydů
  - HO-CH2-CH2-OH → HO-CH2-CH=O → HO-CH2-COOH
- Další možností je adice vody na nenasycené karboxylové kyseliny
  - CH2=CH-COOH + H2O → CH2(OH)-CH2-COOH
- Čtvrtá možnost je z karboxylové kyseliny přes halogenkyselinu (chlorací)
  - R-CH2-COOH + Cl2 → R-CH(Cl)-COOH + NaOH (velmi zředěný roztok) → R-CH(OH)- COOH

## Vlastnosti
Většinou se jedná o pevné krystalické látky dobře rozpustné ve vodě a některých organických rozpouštědlech. Jsou slabší a méně reaktivní než halogenkarboxylové kyseliny. Objevuje se u nich optická aktivita.

## Reakce
- Oxidací nebo dehydrogenací primárních a sekundárních hydroxykyselin připravíme oxokyseliny.
  - CH3-CH-OH-COOH → CH3-CO-COOH
- Produkt dehydratace závisí na umístění OH skupiny:
  - β: nenasycené karboxylové kyseliny
  - γ+δ: lakton (vnitřní ester)
  - α: laktid (cyklický diester)
  - ε, …: složité polymerní estery

## Názvosloví
Systematický název příslušné hydroxykyseliny sestavíme z názvu výchozí karboxylové kyseliny s použitím číslování a předpony „hydroxy-“ (popř. i násobících předpon di, tri, …). Číslování můžeme použít dvojího druhu:
- klasické číslování – atom C skupiny COOH má číslo 1, následující má číslo 2, … Používá se nejčastěji se systematickým názvem kyseliny.
- řecká písmena – atom funkční skupiny COOH se neoznačuje, následující má písmeno α, … Používá se nejčastěji s triviálním názvem kyseliny.

HO-C3/βH2-C2/αH(OH)-C1OOH kyselina 2,3-dihydroxypropanová / α,β-dihydroxypropionová

## Zástupci
| Triviální název     | Systematický název                                                                     | Latinský název     | Vzorec                        | Anion*    |
| ------------------- | -------------------------------------------------------------------------------------- | ------------------ | ----------------------------- | --------- |
| kyselina glykolová  | hydroxyethanová kyselina                                                               | acidum glycolicum  | CH2OH–COOH                    | glykolát  |
| kyselina mléčná     | 2-hydroxypropanová                                                                     | acidum lacticum    | CH3–CH(OH)–COOH               | laktát    |
| kyselina jablečná   | hydroxybutandiová kyselina                                                             | acidum malicum     | HOOC–CH2–CH(OH)–COOH          | malát     |
| kyselina vinná      | 2,3-dihydroxybutandiová kyselina                                                       | acidum tartaricum  | HOOC–CH(OH)–CH(OH)–COOH       | tartarát  |
| kyselina citronová  | 2-hydroxypropan-1,2,3-trikarboxylová kyselina, 3-karboxy-3-hydroxypentandiová kyselina | acidum citricum    | HOOC–CH2–C(OH)(COOH)–CH2–COOH | citrát    |
| kyselina glycerová  | 2,3-dihydroxypropanová kyselina                                                        | acidum glycericum  | CH2(OH)–CH(OH)–COOH           | glycerát  |
| kyselina salicylová | 2-hydroxybenzenkarboxylová kyselina                                                    | acidum salicylicum | C6H4(OH)COOH                  | salicylát |
| kyselina gallová    | 3,4,5-trihydroxybenzoová kyselina                                                      | acidum gallicum    | (OH)3–C6H2–COOH               | gallát    |
| kyselina kávová     | 3-(3,4-dihydroxyfenyl)-prop-2-enová kyselina                                           | acidum caffeicum   | (OH)2−C6H5−CH=CH−COOH         | kafeát    |

- tyto názvy jsou odvozené od latinských názvů kyselin, názvy odvozené od českých názvů mají koncovku „-an“ (např.: mléčnan)